# Leichtfahrzeug

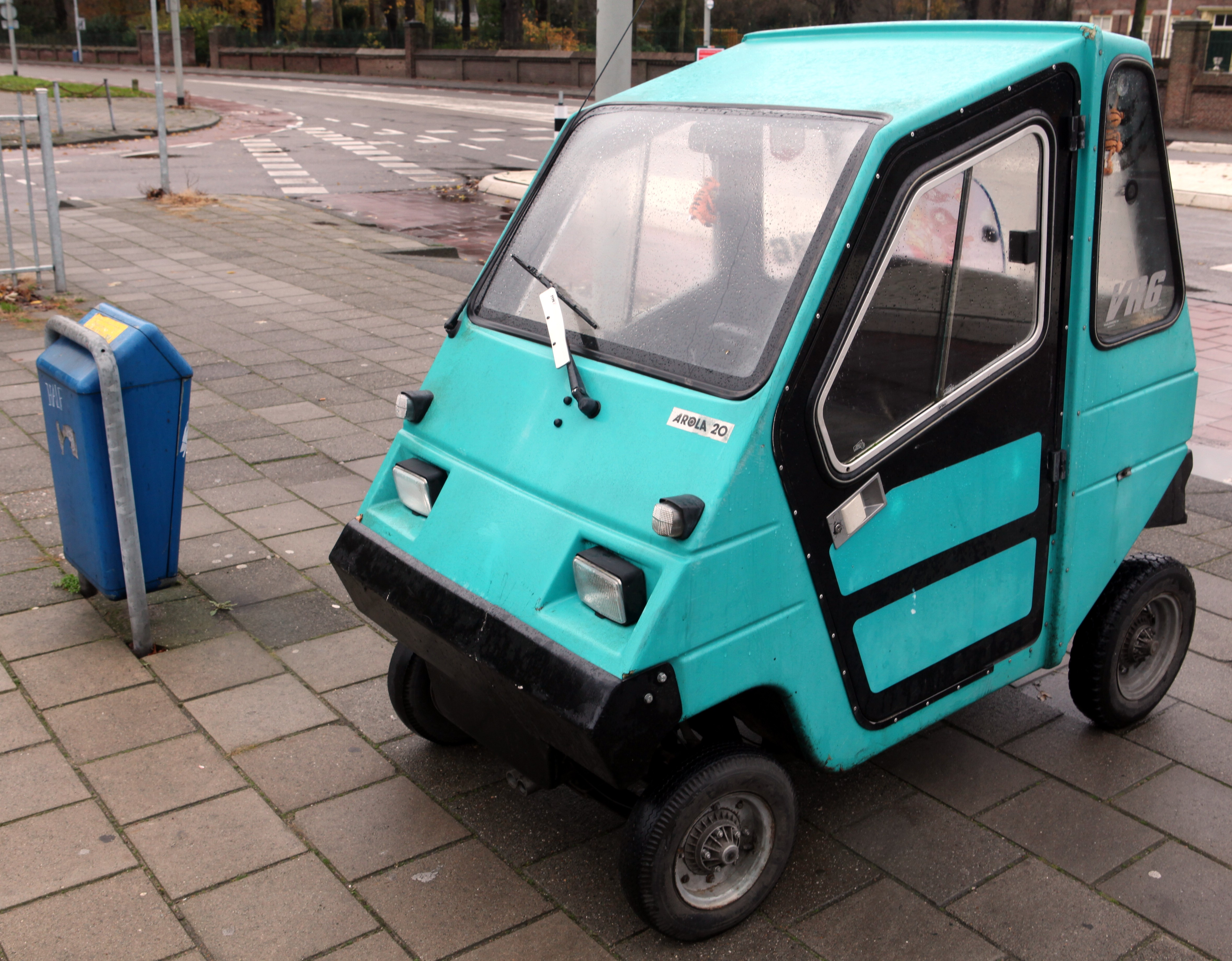
Historisches Leichtfahrzeug: Arola 20 des ehemaligen französischen Herstellers Arola SARL

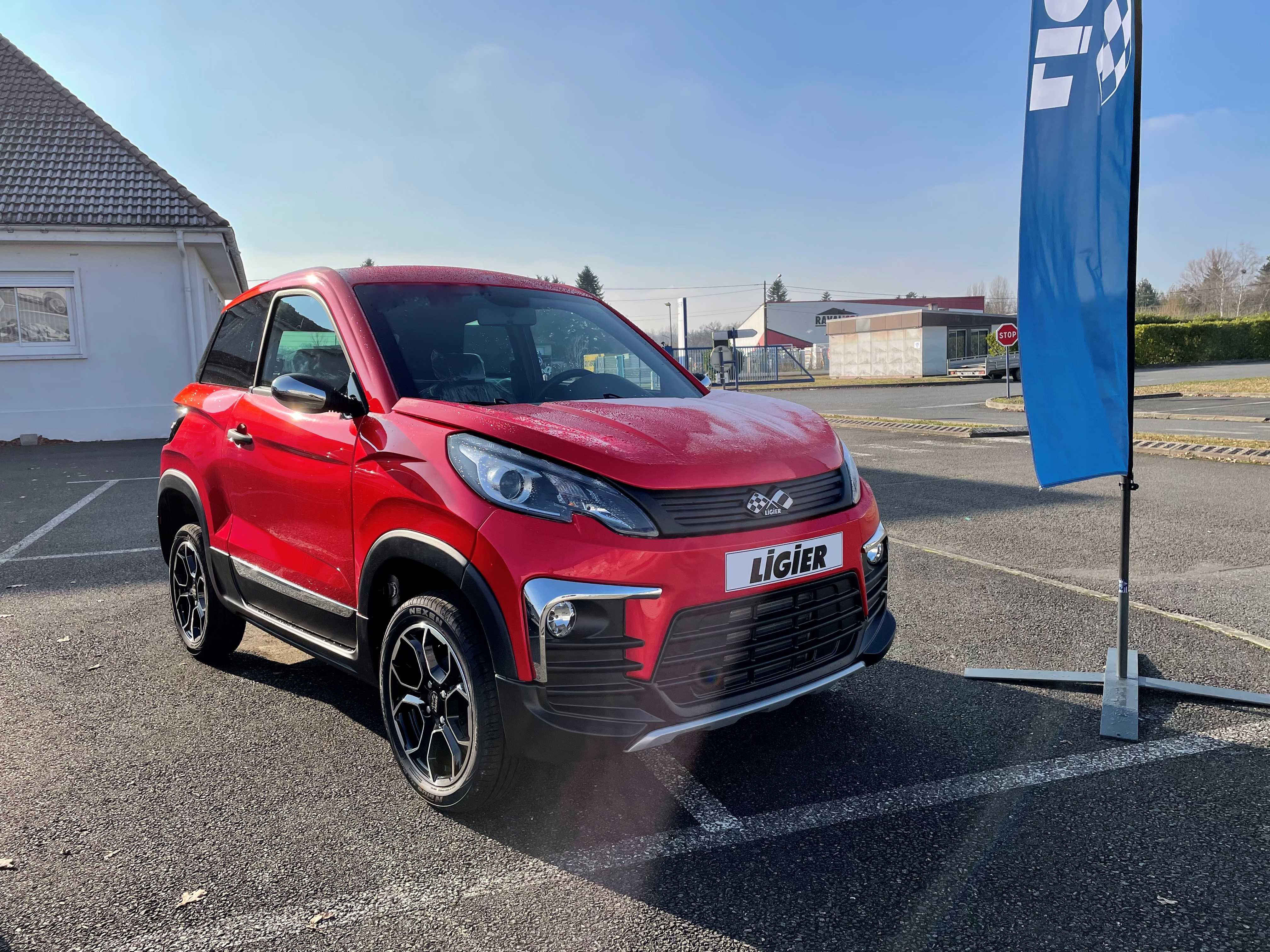
Modernes Leichtfahrzeug: Ligier JS60

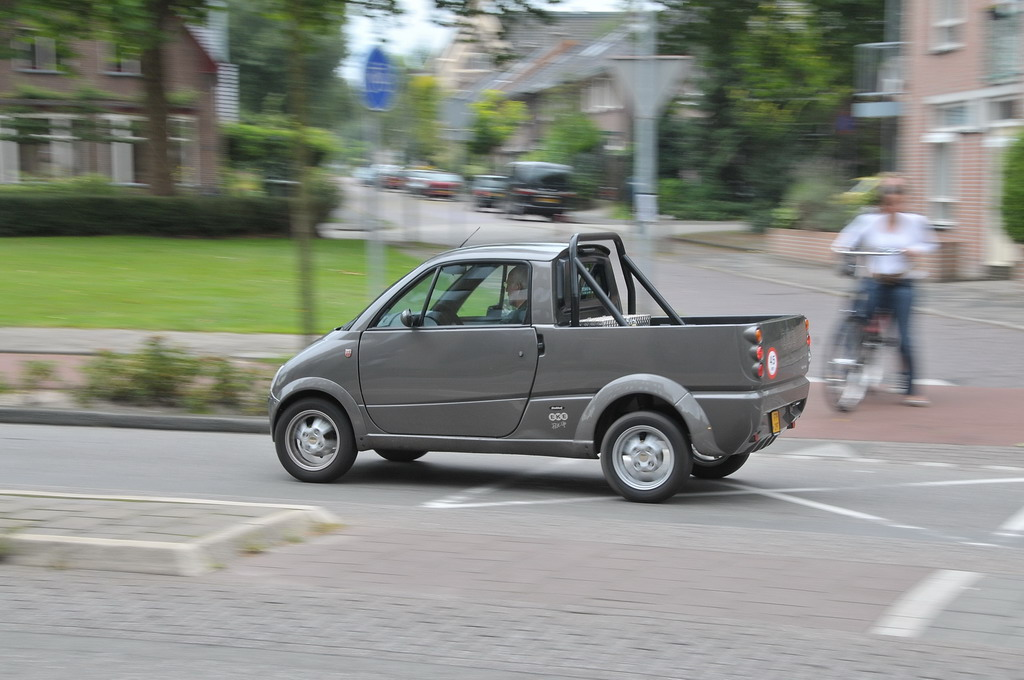
Ein Microcar-Pick-up von Grecav

Ein Leichtfahrzeug (amtlicher Begriff Leichtkraftfahrzeug bzw. leichtes vierrädriges Kraftfahrzeug; kurz Lkfz) ist ein meist vierrädriges motorisiertes Fahrzeug, das deutlich leichter und kleiner ist als ein klassisches Automobil. Auch die Bezeichnungen Leichtmobil und Kleinfahrzeug sowie Mopedauto werden verwendet.
Es nimmt dadurch in ruhendem und fließendem Verkehr und im Stau weniger Platz ein. Bis zu drei solcher Fahrzeuge passen auf einen PKW-Parkplatz. Das Leichtfahrzeug schließt die Lücke zwischen Motorrad bzw. Quad und dem herkömmlichen Personenkraftwagen (PKW). Dementsprechend nehmen Leichtfahrzeuge im Regelfall eine oder zwei Personen auf und haben einen Wind- und Wetterschutz. Sie sind auch sparsamer ausgestattet als Autos.

## Klassifizierung
In den meisten Ländern gibt es für Leichtfahrzeuge Beschränkungen für Masse und Geschwindigkeit.
In der EU greift das System der EG-Fahrzeugklassen, wobei Leichtfahrzeuge mit L gekennzeichnet sind:
| Klasse  | Beschreibung | Führerschein EU- bzw. D                                                                                  |
| ------- | --- | --- |
| L1e-L7e | Alle Fahrzeuge der Klasse L; Länge bis zu 4 m, Breite bis zu 2 m und Höhe bis zu 2,5 m (Ausnahmen bei den einzelnen Klassen) | - |
| L1e     | Zweirad (vgl. Kleinkraftrad) mit Höchstgeschwindigkeit bis 45 km/h und Hubraum bis 50 cm³ oder 4 kW bei Elektroantrieb | AM – ab 15, in Deutschland und Österreich ab 15                                                          |
| L2e     | Dreirädriges Fahrzeug, Höchstgeschwindigkeit bis 45 km/h und Hubraum bis 50 cm³ oder 4 kW bei Elektroantrieb | AM – ab 15, in Deutschland und Österreich ab 15                                                          |
| L3e     | Zweirad mit Verbrennungsmotor und Höchstgeschwindigkeit über 45 km/h, Hubraum bis 125 cm³ und 11 kW (L3e-A1), 35 kW (L3e-A2) oder über 35 kW (L3e-A3) | A1 ab 16, A2 ab 18, A ab 24 (bzw. 20 bei Stufenführerschein) Jahren                                      |
| L4e     | Zweirad mit Beiwagen, mit Verbrennungsmotor und Höchstgeschwindigkeit über 45 km/h, weitere Klassen wie bei L3e | A1 ab 15, A2 ab 18, A ab 24 (bzw. 20 bei Stufenführerschein) Jahren                                      |
| L5e     | Dreirädriges Fahrzeug mit symmetrischem Aufbau, Höchstgeschwindigkeit über 45 km/h, max. 15 kW und Hubraum über 50 cm³ oder Elektroantrieb | A1 ab 15, A2 ab 18, B (bei mehr als 15 kW ab 21 Jahren), A ab 24 (bzw. 20 bei Stufenführerschein) Jahren |
| L6e     | Leichtes vierrädriges Fahrzeug, bis 3 m Länge, 1,5 m Breite und 2,5 m Höhe (Ausnahmen für ältere Fahrzeuge siehe unten), Leermasse bis 425 kg (bei Elektro ohne Batterien), Höchstgeschwindigkeit bis 45 km/h, Hubraum bis 50 cm³ und 6 kW bei Fremdzündungsmotoren, bzw. 500 cm³ 6 kW bei Selbstzündungsmotoren oder 6 kW bei Elektroantrieb | AM – ab 15 in Deutschland und Österreich                                                                 |
| L7e     | Schwereres vierrädriges Fahrzeug, Leermasse bis 450 kg, Leistung max. 15 kW | B – wie PKW in Deutschland, B1 in Frankreich und Italien                                                 |

Nach der deutschen Fahrzeug-Zulassungsverordnung galt bis 2. Juli 2021 eine Beschränkung auf 350 kg (Leergewicht) und 50 cm³ Hubraum bei „Fremdzündungsmotor“ (Benziner) bzw. 4 kW Nennleistung bei anderen. Danach gilt die neue Definition laut § 2 der Zulassungsverordnung, Absatz 12, wonach Leichtkraftfahrzeuge durch die EU-Verordnung Nr. 168/2013 definiert werden. Aktuell sind dies Fahrzeuge mit einer Leermasse bis 425 kg, Höchstgeschwindigkeit bis 45 km/h, Diesel bis 500 cm³ und 6 kW Motorleistung oder Fremdzündungsmotor bis 50 cm³ und 6 kW Motorleistung oder Elektromotoren mit 6 kW. Elektrofahrzeuge dürfen eine höhere Leermasse von 440 kg haben. Durch diese Änderungen sind vorher produzierte Fahrzeuge, die sich an damalige Bestimmungen hielten nun zulassungspflichtig und teilweise nur mit einer Fahrerlaubnis der Klasse B fahrbar. Bis zum Inkrafttreten einer geplanten Übergangsvorschrift rät das BMDV zur Beantragung einer Ausnahmegenehmigung bei der örtlichen zuständigen Behörde. Ältere Fahrzeuge, die vor dem 1. März 2007 erstmals in den Verkehr kamen, sind durch § 50 FZV Punkt 1 von dieser Zulassungspflicht befreit. (PDF; 0,5 MB)

 In Frankreich gibt es eine weitere Klasse „Quadricycle lourd à moteur“, das sind vierrädrige Fahrzeuge mit Leergewicht je Nutzungstyp bis 450 oder 600 kg und weiteren Beschränkungen.

### Fahrerlaubnis
In vielen Ländern gelten für Leichtfahrzeuge geringere Anforderungen an den Führerschein. Im Unterschied zu anderen Kleinwagen und Kleinstwagen kann der Wagen in manchen Ländern mit einem Moped-Führerschein gefahren werden, in der Europäischen Union mit der Führerscheinklasse AM, so in Österreich mit der Eintragung vierrädriges Leichtkraftfahrzeug.

### Zulassungspflicht Deutschland
Zur Nutzung des Fahrzeugs im öffentlichen Verkehr ist meist ein Kraftfahrzeugkennzeichen erforderlich. Ausnahme ist Deutschland, wo Leichtfahrzeuge von Hauptuntersuchung und Zulassung befreit sind, sodass auch keine Kfz-Steuer entrichtet werden muss. Für diese Fahrzeuge genügt ein Versicherungskennzeichen anstelle eines Kfz-Kennzeichens.
Auch dreirädrige Kraftfahrzeuge werden als Leichtkraftfahrzeug eingestuft, beispielsweise die gedrosselten 45-km/h-Versionen des CityEL. Nach der überarbeiteten Fahrzeug-Zulassungsverordnung (FZV), zählen diese zu den Kleinkrafträdern mit gleicher Beschränkung in Hubraum, Motorleistung bei E-Fahrzeugen und Geschwindigkeit auf 45 km/h. Damit sind sie eine preiswerte Alternative, zumal im Vergleich zu stärkeren Kfz geringe Versicherungskosten anfallen. Auch für Ältere oder Gehbehinderte sind die Leichtkraftfahrzeuge eine Möglichkeit, mobil zu bleiben.
Die wenig praxisgerechte 45-km/h-Limitierung – bei 50 km/h im Stadtverkehr – verringert wiederum Akzeptanz und Verbreitung von Leichtfahrzeugen. Andere Leichtfahrzeuge wie Twike, Sam oder Renault Twizy werden auf Grund der höheren Endgeschwindigkeit auch als Automobil eingestuft.
Eine weitere Variante stellt der Ellenator dar, ein patentiertes Verfahren, durch das kleine Autos aus der Serienproduktion wie z. B. Seat Ibiza oder Fiat 500 so umgebaut werden, dass sie in die Kategorie L5e fallen, und mit der Führerscheinklasse A1 bereits ab 16 Jahren gefahren werden dürfen.

## Geschichte und aktuelle Entwicklung

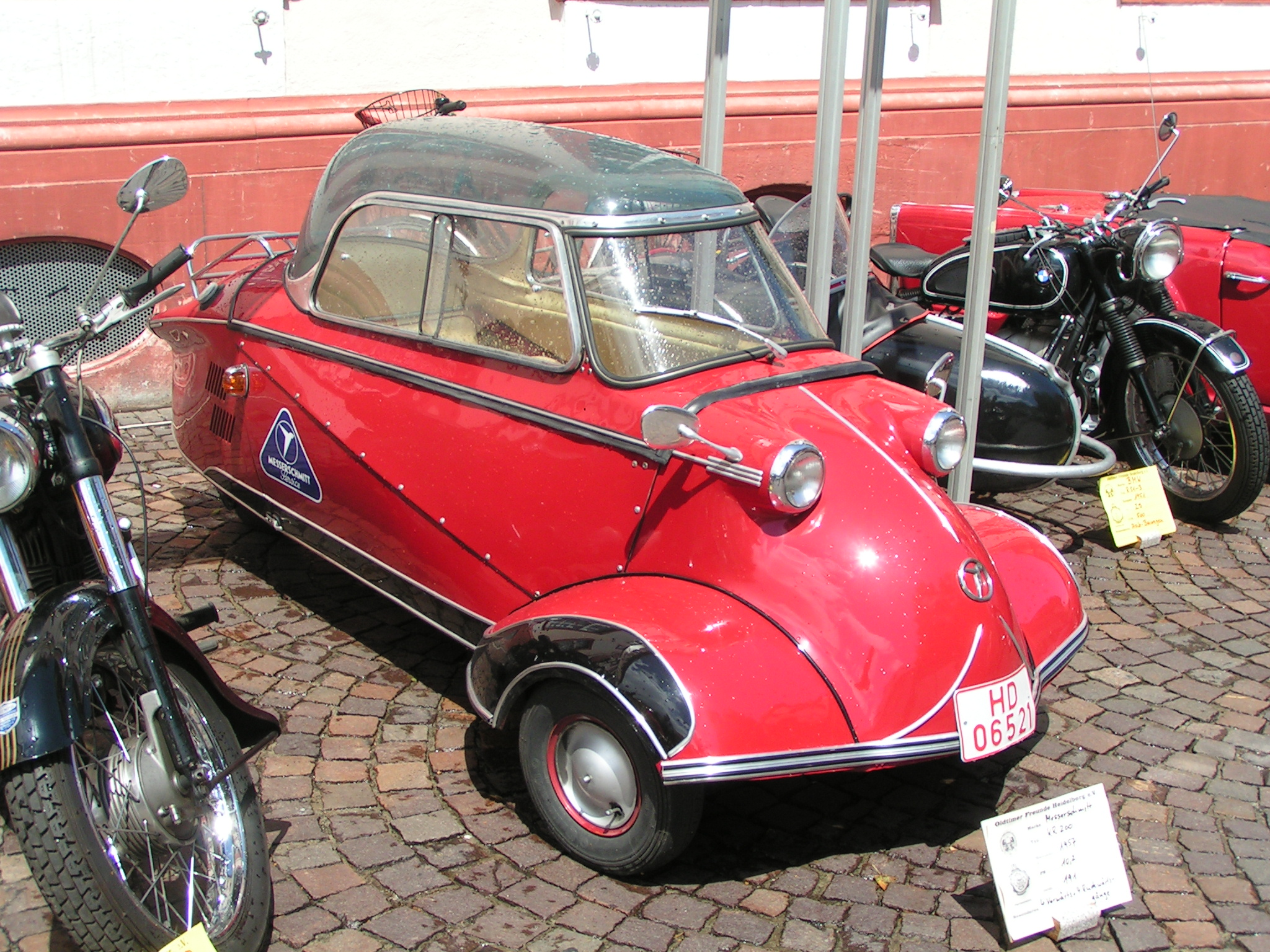
Würde heute als Leichtfahrzeug bezeichnet: Messerschmitt Kabinenroller

Leichtfahrzeuge sind keine neue Erscheinung, sondern gewissermaßen eine Rückkehr zu den „Rollermobilen“ und Kleinfahrzeugen der 1950er Jahre oder den früheren Cyclecars. Damaliger Grund für die Popularität war die preisgünstige Möglichkeit für fast jedermann, ein überdachtes Fahrzeug zu besitzen. In den 1970er und 1980er Jahren wurden mit der zunehmenden Verbreitung des Automobils diese Fahrzeuge weitgehend aus dem Straßenbild verdrängt. Da ihre Nutzung aufgrund einer Gesetzeslücke in Deutschland für Inhaber älterer Mopedführerscheine zulässig war, blieben sie in dieser Marktnische erhalten.
Die Marktsegmente von Fahrrad, Motorrad und Auto sind klar aufgeteilt und haben ihre jeweilige Anhängerschaft, neue Hybride zwischen diesen Fahrzeugen haben es schwer, mehr als Nischenfahrzeuge darzustellen. Günstigere verkehrspolitische Rahmenbedingungen führten dazu, dass in Europa die Leichtkraftfahrzeuge am häufigsten in Frankreich, Spanien, Italien, Portugal, Österreich und in den Niederlanden vertreten sind. Wenn in einem Markt keine geeignete Fahrzeugklasse definiert ist, bleibt die Verbreitung gering, wie z. B. in Indien, wo der Bajaj Qute nur als Rikscha zur gewerblichen Nutzung, nicht jedoch als Auto für Privatpersonen zugelassen war und der Hersteller in seinem Heimatmarkt um die Definition einer neuen Fahrzeugklasse „Quadricycle“ kämpfen musste.
Die angebotenen Fahrzeuge orientieren sich im Erscheinungsbild und der Räderzahl im Wesentlichen am klassischen Auto.
Die größten europäischen Hersteller sind Aixam mit MEGA, Ligier mit Microcar und Chatenet.

## Sicherheit
Ein Argument gegen Leichtfahrzeuge ist deren geringere passive Sicherheit (vgl. Verkehrssicherheit) gegenüber dem Auto. Die Fahrstabilität wird ebenfalls teilweise durch die Bauart der Leichkraftfahrzeuge verschlechtert. Der Ellenator zum Beispiel neigte im Ausweichtest des ADAC sehr schnell zum Kippen. Im Vergleich zu Zweirädern ergibt sich jedoch eine Erhöhung der Sicherheit und des Schutzes vor Wettereinflüssen.
Es wurde befürchtet, dass die Anzahl der am motorisierten Straßenverkehr teilnehmenden Jugendlichen sich mit mehrspurigen Fahrzeugen erhöhen wird und sich dies in steigenden Unfallzahlen bemerkbar machen wird. Am 1. Mai 2013 wurde ein Pilotprojekt in Thüringen, Sachsen und Sachsen-Anhalt gestartet, bei dem Jugendliche bereits mit 15 Jahren den Führerschein AM erwerben dürfen. Nach Ende des Versuchs im April 2020 stimmten die Verkehrsminister der Bundesländer mehrheitlich auf einer Konferenz am 14./15. Oktober 2020 für die bundesweite Herabsetzung des Mindestalters der Klasse AM auf 15 Jahre. Dies wurde am 28. Juli 2021 dann auch umgesetzt und berechtigt 15-Jährige im Besitz der Klasse AM nun auch zum Führen eines Leichtkraftfahrzeugs.
In einer 2007 veröffentlichten Studie der Unfallforschung der Versicherer (UDV) zu Benzin-Lkfz wird ihre Sicherheit mit Skepsis betrachtet und in Frage gestellt. 2013 bezeichnete die UDV Leichtkraftfahrzeuge als gefährlich. Dagegen hatte eine 1993 veröffentlichte Untersuchung von Leichtelektromobilen im Vergleich zu Autos auf ein verringertes Sicherheitsrisiko im Stadtverkehr hingewiesen, dies wegen einer messbar ruhigeren Fahrweise.
Das DLR forscht im Rahmen des Großprojekts Next Generation Car an leichten, sicheren Karosserien.
Im November 2024 wurden von der Dekra im Auftrag der Fernsehsendung Auto Mobil zwei Leichtfahrzeuge mit 45 km/h gegen ein deformierbares Hindernis gefahren. Auch wenn die Fahrgastzellen intakt blieben, wurde den Insassen nur geringe Überlebenschancen attestiert. Die Belastungen im Innenraum waren erheblich, da die Fahrgastzelle keinerlei kinetische Energie wie etwa durch eine Knautschzone aufnehmen konnte. Zudem sind weitere Sicherheitssysteme wie Airbags, ABS oder ESP nicht vorgeschrieben.

## Quad
Ein Quad ist nach Richtlinie 92/61/EWG ein „Kraftradähnliches Vierradkraftfahrzeug in verschiedenen Fahrzeug- und Aufbauarten“. Diese Richtlinie beschränkt diese Vierradkraftfahrzeuge auf eine Leistung von maximal 15 kW und ein maximales Leergewicht von 400 kg. Sie ordnet damit einen großen Anteil der Quad-Fahrzeuge auch den Leichtfahrzeugen zu. Fahrzeuge über 15 kW Leistung sind von der Richtlinie 92/61/EWG nicht mehr erfasst. Sie können daher nur noch als PKW oder als land- und forstwirtschaftliche Zugmaschine zugelassen werden.
Quads sind meist sehr geländegängig. Die Vorläuferfahrzeuge mit Kugelbereifung und zwei bis acht Rädern waren vor allem im militärischen Bereich angesiedelt. Ein Beispiel ist das deutsche Kraka. Quads dienen heute vorwiegend als Offroad-Freizeitfahrzeuge.

## Leichtelektromobil
Als Leichtelektromobil (LEM) wird ein batteriebetriebenes, vierrädriges Fahrzeug in Leichtbauweise bezeichnet, welches in seiner Bauart zwischen einem Elektrorad und einem Elektromobil bzw. Elektroauto steht. Amtliche Bezeichnung: Vierrädriges Leichtkraftfahrzeug mit einer Leermasse bis zu 350 kg (ohne Batterien) mit bauartbedingter Höchstgeschwindigkeit von bis zu 45 km/h (EG-Fahrzeugklasse: L6e). Dreirädrige Fahrzeuge werden als (Klein-)Krafträder bezeichnet.
Diese Elektrofahrzeuge, (englisch Neighborhood Electric Vehicle) für die es in Deutschland noch keine einheitliche, umgangssprachliche Bezeichnung gibt, machten 2010 weltweit mit über 500.000 Fahrzeugen, den größten Anteil an mehrspurigen Elektrofahrzeugen aus. Dies liegt auch an elektrischen Nutzfahrzeugen dieser Klasse, deren Einsatz die Schadstoff- und Verkehrsbelastung von Städten senkt. In Deutschland haben beispielsweise Hersteller wie ARI Motors, Tropos oder Goupil mit rein elektrisch betriebenen Leichtfahrzeugen umweltfreundliche Alternative für Lieferdienste, Handwerker und Kommunen auf den Markt gebracht.

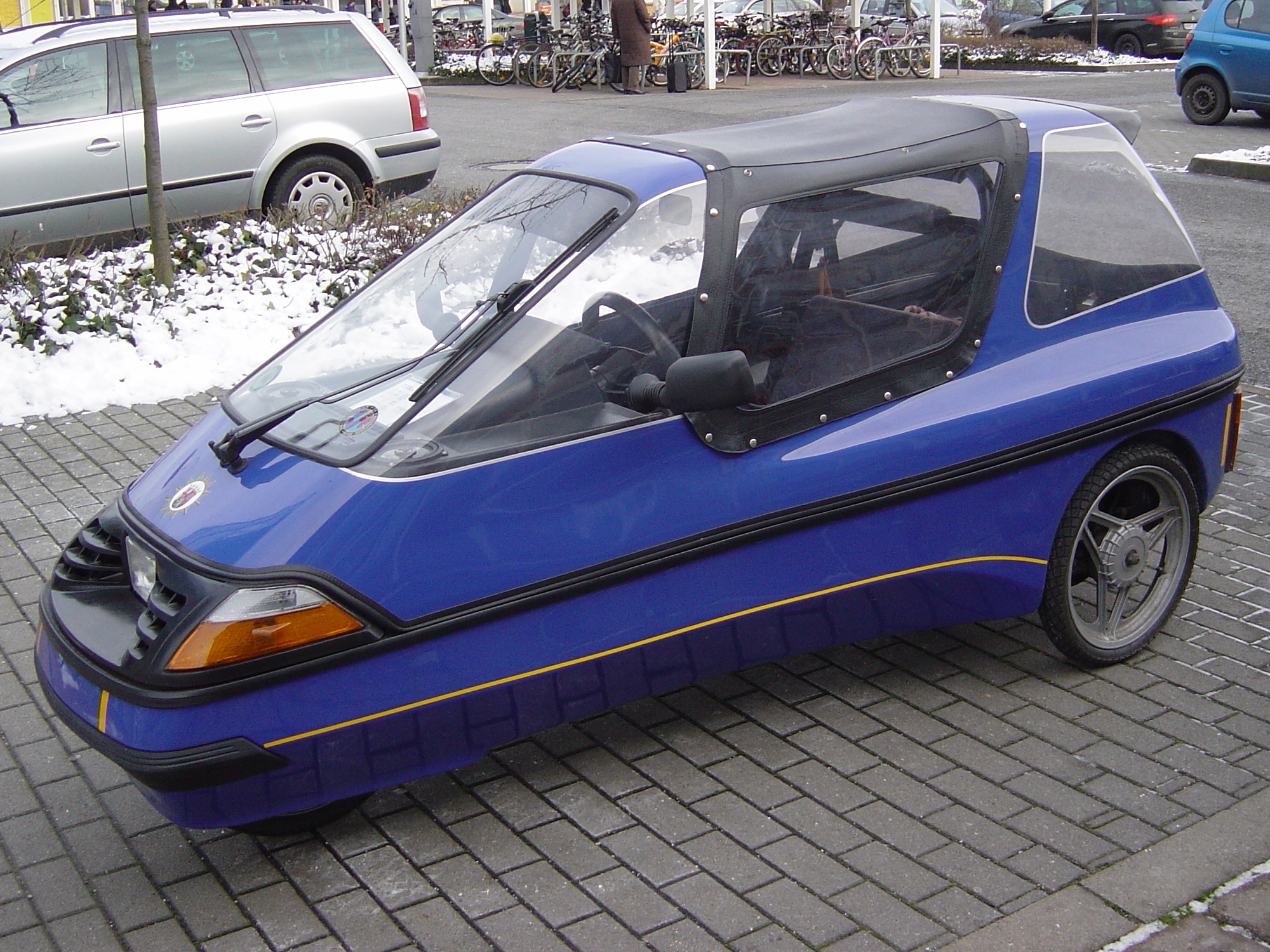
Vollelektrisches CityEL FactFour
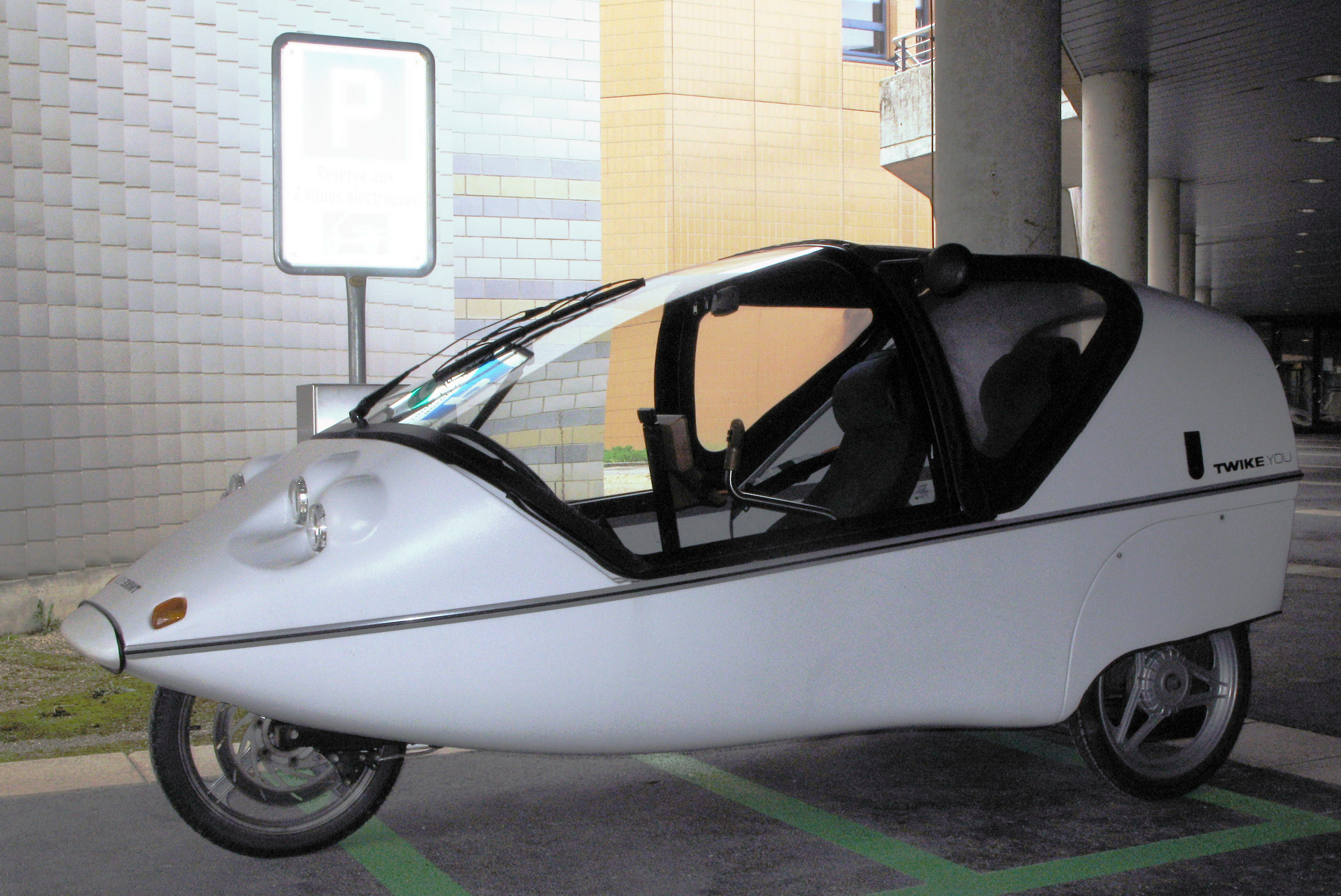
Elektrisches Twike
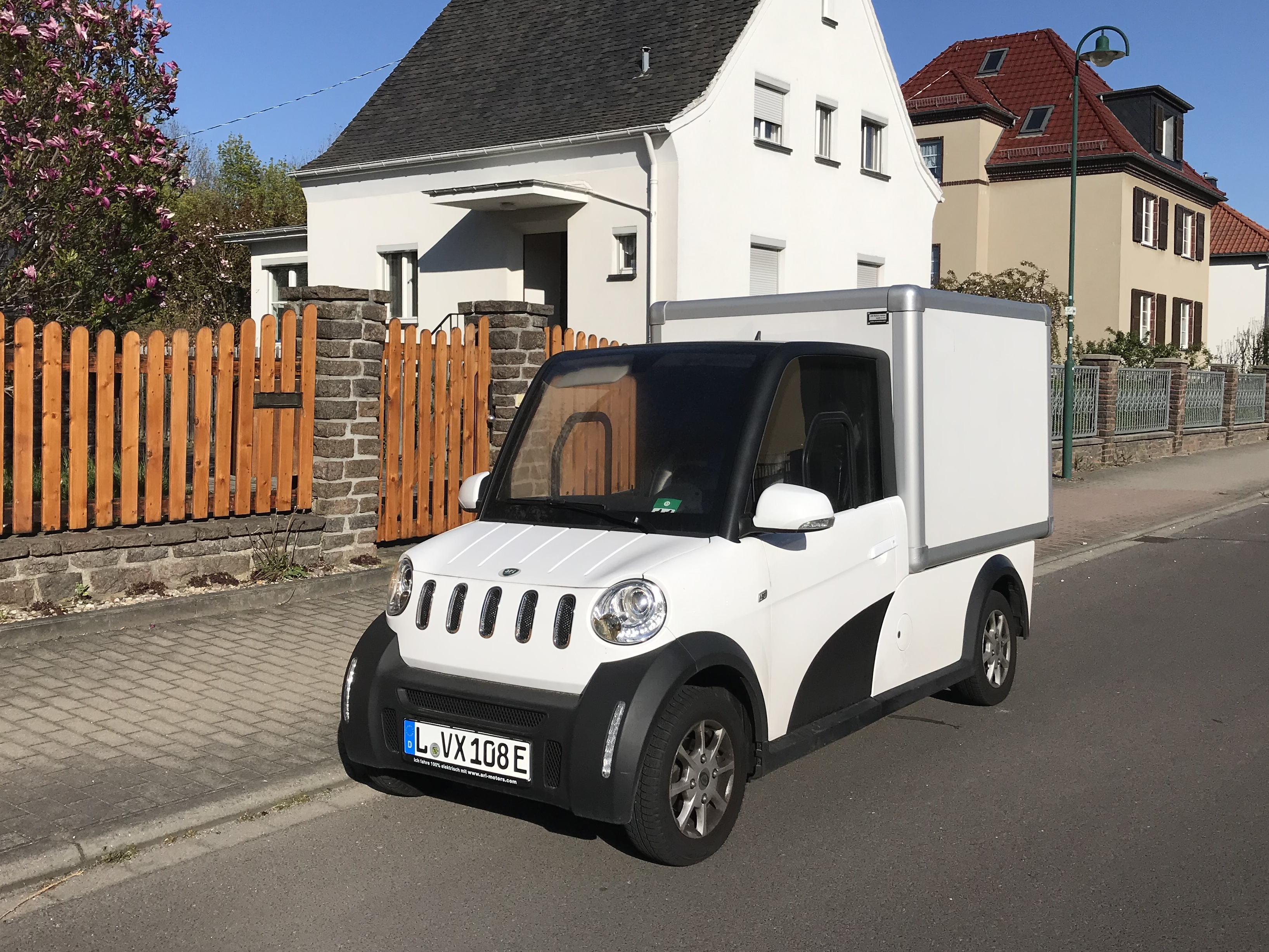
Leichtelektromobil ARI 458 Koffer L aus dem Bereich Nutzfahrzeuge

Nachdem um das Jahr 1900 Elektromobile im Vergleich zu den mit Verbrennungsmotor angetriebenen Automobilen durchaus konkurrenzfähig waren, gab es erst nach der Ölkrise wieder Bestrebungen, Elektrofahrzeuge zu entwickeln. Ein grundlegendes Problem der Elektrofahrzeuge liegt in dem geringen Energieinhalt des Energiespeichers (Akkumulator). Um diesen Mangel auszugleichen und befriedigende Reichweiten zu erhalten, muss der Energieverbrauch eines Elektrofahrzeugs sehr gering gehalten werden. Dies wird durch konsequenten Leichtbau erreicht. Leichtelektromobile sind zumeist relativ klein (1 bis 1,2 m × 2 bis 3 m), nur ein- bis zweisitzig, haben eine Kunststoffkarosserie, schmale Reifen und bevorzugt drei Räder. Außerdem liegt der Energiebedarf solcher Fahrzeuge bei weniger als einem Fünftel im Vergleich zu herkömmlichen Fahrzeugen.
Viele Konzepte von Leichtelektromobilen kamen nie über das Versuchsstadium oder Kleinserien hinaus (Sam, Voltaire, Hotzenblitz). Kommerziell erfolgreich waren nur die Firmen Kewet Buddy, Twike, Citycom mit dem CityEL und Lohmeyer-Leichtfahrzeuge mit dem Alleweder-E. Jedoch konnte die Technologie auch auf zweirädrige Fahrzeuge übertragen werden, die von vielen Herstellern in größeren Stückzahlen verkauft werden, jedoch immer noch sehr viel weniger als benzinbetriebene Fahrzeuge. Eine Sonderform ist das Segway mit zwei nebeneinander angeordneten Rädern.
Als Traktionsbatterien kamen in der Anfangszeit meist Bleiakkumulatoren oder Nickel-Cadmium-Akkus zum Einsatz. Heute werden auch Lithium-Ionen-Akkumulatoren, zumeist Lithium-Eisenphosphat-Akkus eingesetzt. Typischerweise reichte der Energiegehalt der Akkus für den Betrieb mit einer Stunde Höchstgeschwindigkeit, so dass die Reichweiten der Leichtelektromobile bei maximal 50–80 km liegen. Die neuen Akkuentwicklungen ermöglichen bei einem Umbau trotz geringeren Gewichts deutlich höhere Fahrleistungen. So wurde ein Hotzenblitz mit Lithium-Polymer-Akkumulatoren (LiPo) ausgerüstet und soll rund 350 km Reichweite erreichen.
Eine besondere Form der Leichtelektromobile sind elektrisch angetriebene Fahrzeuge für Menschen mit Gehbehinderung, die das Zufußgehen und Fahrradfahren ersetzen. Diese werden als Elektromobile vermarktet.

## Experimentalfahrzeuge und Konzeptautos
Mit die spektakulärsten Vertreter und auch aus technologischer Sicht besonders interessante Ableger sind die auf engl. sogenannten Tilting Three Wheelers (TTW), sich neigende dreirädrige Fahrzeuge.
Mercedes-Benz hat 1997 ein solches Konzeptauto vorgestellt, den F 300 Life-Jet. Hierbei handelt es sich um ein Trike, das sich in Kurven neigt. Es fährt auf Motorradreifen und bietet Fahrleistungen, die zwischen einem PKW und einem Motorrad liegen. Das Hardtop ist abnehmbar. In der Reihe sind weitere Experimentalfahrzeuge entstanden, die aber nicht alle in die Kategorie Leichtfahrzeuge fallen.
Der Shell-Konzern startet jedes Jahr einen Eco-Marathon, in dem Fahrzeuge mit einem Liter Benzin möglichst weit fahren sollen. Die Fahrzeuge sind alle Experimentalfahrzeuge, die mit Benzin, Wasserstoff, Sonnenenergie oder Dieselkraftstoff betrieben werden. Der Verbrauch wird auf einen Liter Benzin umgerechnet. Der Sieger des Jahres 2005 kam mit einem Liter 3836 km weit. Das entspricht 0,00026 l/km bzw. 0,026 l/100 km. Dies wurde mit einem wasserstoffbetriebenen Fahrzeug der Schweizer ETH Zürich erreicht. Das beste dieselbetriebene Fahrzeug errang Platz 11 in der Gesamtwertung und erreichte 1807 km/l mit einem 4,2 PS starken Triebwerk. Das Fahrzeug wurde von der FH Offenburg ins Rennen geschickt.

## HPV (Human powered vehicles) / Velomobile
Am radikalsten wird der Leichtbau bei mit Muskelkraft angetriebenen Fahrzeugen (isb. Velomobile) vorangetrieben.
Außer reinen Muskelkraft-Konzepten gibt es auch kombinierte Antriebe mit unterstützendem Elektromotor (z. B. Aerorider). Das Twike ist ein Sonderfall: Es wurde ausgehend von einem 2-Sitze-nebeneinander-Velomobil entwickelt, ist nun ein besonders leichtes Elektrofahrzeug, von dem ein bedeutender Anteil mit dem optionalen Muskelkraft-Pedalkurbel-Zusatzantrieb ausgestattet ist, dessen Eintrag die Akku-Reichweite etwas erhöht.

## Hersteller von Leichtfahrzeugen
- Aixam
- ARI Motors
- Arola SARL
- Bajaj
- Bellier
- Bicar
- Casalini
- Chatenet
- Citicar
- Citroën (→ Citroën Ami)
- Effedi (Maranello)
- ElectricBrands
- Fiat (→ Fiat Topolino, ab 2023)
- JDM Automobile
- Elbil
- Grecav
- Giotti Victoria Automotive
- Italcar (vormals Tasso)
- kickTrike
- Ligier
- Microcar
- Mitsubishi (→ydea)
- Opel (→ Opel Rocks-e)
- Piaggio
- Renault (→ Renault Twizy)
- Secma
- Smiles
- Sebring-Vanguard
- Trikke
- Twike (vormals FINE Mobile)
- Town Life
- Waaijenberg Mobiliteit
- Zagato Elcar

Dreirad- bzw. Liegerad-basierte Konzepte (Velomobile):
- Quest, Mango, C-Alleweder
- Cab-bike
- Aerorider
- Leitra
- Alleweder
- Leiba
- Sled sourcerer
- Birkenstock Butterfly
- Go-One High End Velomobiles